# Miguel Ángel Cordero Sánchez
Miguel Ángel Cordero Sánchez (Lebrija, provincia de Sevilla, 10 de septiembre de 1987) es un futbolista español que juega de centrocampista en el Atlético Sanluqueño C. F. de la Primera Federación.

## Biografía
Se formó en las categorías inferiores del Sevilla F. C. en las que llegó a recalar después de jugar en el Club Atlético Antoniano. Jugó tres temporadas en el Sevilla Atlético, dos de ellas en segunda división española, y llegó a ser convocado con el primer equipo, pese a no haber tenido la oportunidad de debutar. 
Una racha de inoportunas lesiones lo apartó de las convocatorias del primer equipo cuando ya había estado en algún que otro partido la temporada anterior.
En 2009 fue cedido al Real Madrid Castilla, equipo filial a la primera plantilla madrileña.
En julio de 2010 firmó por 3 años con el Xerez Club Deportivo. En el equipo azulino se convirtió en un titular habitual e incluso marcó goles. 
En agosto de 2012 fue traspasado al AEK F. C.
En la temporada 2016-17 fichó por el Nàstic de la segunda división española donde disputó diecisiete partidos y anotó un gol.
En la temporada 2017-18 firma dos temporadas por el F. C. Cartagena de la segunda división B.
El 20 de julio de 2020, siendo el capitán del equipo del equipo, lograría el ascenso a la Segunda División] tras eliminar al Atlético Baleares en la tanda de penaltis en la eliminatoria de campeones, tras haber sido líderes del Grupo IV tras la finalización de la liga regular por el coronavirus.
El 29 de diciembre de 2020, tras cuatro temporadas en el club albinegro, rescindió su contrato tras haber contado con oportunidades durante la primera vuelta de la competición en Segunda División. Desde su llegada al Efesé en agosto de 2017, disputó un total de 95 partidos. Un día después firmó por el Club Deportivo Atlético Baleares de la Segunda División B.
Para la temporada 2023-24 fichó por el Atlético Sanluqueño C. F.

## Clubes
| Club                       | País   | Año           |
| -------------------------- | ------ | ------------- |
| Sevilla Atlético           | España | 2005-2009     |
| Real Madrid Castilla C. F. | España | 2009-2010     |
| Xerez C. D.                | España | 2010-2012     |
| AEK F. C.                  | Grecia | 2012-2016     |
| Gimnàstic de Tarragona     | España | 2016-2017     |
| F. C. Cartagena            | España | 2017-2020     |
| C. D. Atlético Baleares    | España | 2021-2023     |
| Atlético Sanluqueño C. F.  | España | 2023-presente |